# Solarium Augusti
Horologium Solarium Augusti – największy zegar słoneczny i kalendarz wszech czasów. Znajdował się w Rzymie w pobliżu Pola Marsowego. Był symbolem zwycięstwa nad Kleopatrą i Antoniuszem. Do jego budowy wykorzystano obelisk przywieziony z Egiptu przez Oktawiana Augusta. Całość uwieńczona została kulą, która symbolizowała cały świat. Zegar ten zaczęto wznosić wraz z budową Ara Pacis w 13 r. p.n.e. Cień obelisku w dniu urodzin cesarza Agusta 23 września wskazywał serce ołtarza. Nowy zegar wraz z Ara Pacis zapowiadał nową erę pokoju.